# För att du inte tog det gudomliga
För att du inte tog det gudomliga är en lovpsalm riktad till Kristus av Olov Hartman år 1970. "För att du inte tog det gudomliga dig till en krona... för att du lydde... för att du nedsteg... vet vi vem Gud är ... vad Gud är ... var Gud är." Och "Därför skall alla... en dag bekänna det: Jesus är Herre." Psalmen är tydligt inspirerad av Filipperbrevet 2:6-11, som ofta räknas som kristenhetens äldsta hymn samt för första versen Matteusevangeliet 4:8-11 och Johannesevangeliet 6:15.
Ur Filipperbrevet 2:6-11
Han ägde Guds gestalt men vakade inte över sin jämlikhet med Gud
utan avstod från allt och antog en tjänares gestalt då han blev som en av oss.
När han till det yttre hade blivit människa ödmjukade han sig
och var lydig ända till döden, döden på ett kors.
Därför har Gud upphöjt honom över allt annat
och gett honom det namn som står över alla andra namn,
för att alla knän skall böjas för Jesu namn, i himlen, på jorden och under jorden,
och alla tungor bekänna att Jesus Kristus är Herre, Gud Fadern till ära.
Psalmen har två olika tonsättningar varav A-melodin är skriven av Ingmar Milveden 1970 i b-moll och B-melodin av Börge Ring 1975 i e-moll.
Psalmen har även använts i en poppigare version för en cover på av den kristna svenska sångerskan Carola Häggkvist, som finns med på hennes album Credo, från år 2004.

## Publicerad som
- Nr 816 i Herren Lever 1977 under rubriken "Jesus vår Herre och Broder" till B-melodin
- Nr 817 i Herren Lever 1977 under rubriken "Jesus vår Herre och Broder" till A-melodin
- Nr 33 i Cantarellen 1984 till B-melodin
- Nr 38 i den ekumeniska delen av den svenska psalmboken (dvs psalm 1-325 i Den svenska psalmboken 1986, Cecilia 1986, Psalmer och Sånger 1987, Segertoner 1988 och Frälsningsarméns sångbok 1990) under rubriken "Jesus, vår Herre och broder".
- Nr 87 i Finlandssvenska psalmboken 1986 under rubriken "Fastetiden".
- Hela familjens psalmbok 2013 som nr 47 under rubriken "Vi tror".[1]
- Cecilia 2013 som nr 65 under rubriken "Jesus Kristus".